# Mathieu Castagnet
Pour les articles homonymes, voir Castagnet.
Mathieu Castagnet, né le 14 novembre 1986 à Saintes, est un joueur professionnel de squash représentant la France. Il atteint en mai 2016 la sixième place mondiale sur le circuit international, son meilleur classement,. Il est champion de France à trois reprises entre 2015 et 2018. Il est marié avec la joueuse de squash Laura Pomportes depuis juillet 2017.

## Biographie
Il atteint les quarts de finale de l'US Open 2013 et les quarts de finale du British Open 2014; il passe dans le Top 20 mondial en juin 2014, puis dans le Top 10 mondial en septembre 2015.
Il atteint la demi-finale du Tournament of Champions de New York en janvier 2016, qu'il perd contre le n°1 mondial Mohamed El Shorbagy, puis remporte la Canary Wharf Squash Classic, son deuxième tournoi majeur sur le circuit PSA, en mars 2016 après avoir fait sensation lors de son match contre Daryl Selby au Windy City Open fin février 2016 par un plongeon spectaculaire,. Ce plus grand succès de sa carrière lui permet d'atteindre la 6e place au classement mondial. Il prend sa retraite sportive en décembre 2022.

## Palmarès

### Titres
- Wimbledon Club Open : 2018
- Canary Wharf Squash Classic : 2016
- Championnat de France : 3 titres (2015, 2016, 2018)
- Championnats d'Europe par équipes : 3 titres (2015, 2017, 2018)

### Finales
- British Grand Prix : 2014